# Unterseeboot 60 (1939)
Pour les articles homonymes, voir Unterseeboot 60.
Le Unterseeboot 60 ou U-60 est un sous-marin allemand (U-Boot) de type II.C de la Kriegsmarine de la Seconde Guerre mondiale.
Comme les sous-marins de type II étaient trop petits pour des missions de combat dans l'océan Atlantique, il a été affecté principalement dans la Mer du Nord.

## Historique
Mis en service le 22 juillet 1939, l'U-60 sert de sous-marin d'entrainement, au sein de la Unterseebootsflottille "Emsmann".
Il réalise sa première patrouille de guerre, quittant le port de Kiel, le 4 novembre 1939, sous les ordres du Kapitänleutnant Georg Schewe. Il rejoint Kiel le 21 novembre 1939 après dix-huit jours en mer.
L'Unterseeboot 60 a effectué neuf patrouilles. Il a coulé trois navires marchands pour un total de 7 561 tonneaux et a endommagé un navire marchand de 15 434 tonneaux, pour un total de 159 jours en mer.
Le 1er janvier 1940, l'U-60 est affecté à la 1. Unterseebootsflottille.
Le 1er août 1940 à 16 heures 2 minutes, dans la mer du Nord à l'est de l'Écosse, le sous marin hollandais O 21 observe l'U-60 en route pour Bergen. Treize minutes plus tard, l' O-21 lui lance deux torpilles à une distance de 2 000 mètres. Les deux torpilles manquent l'U-60 qui ne s'aperçoit pas de l'attaque[réf. nécessaire]. Plus tard ce jour-là, à 18 heures, l'O 22, patrouillant au nord de son sister-ship (navire-jumeau), détecte à son tour l'U-60 ; la trop grande distance empêche toute action.
Dans la soirée du 2 août, l'U-60 est attaqué au large de Haugesund par un avion allemand Junkers Ju 88 de la Kampfgeschwader 30 (KG30) venant de Stavanger en Norvège pour un assaut sur les Orcades ; l'U-60 ne subit aucun dommage.
Sa neuvième patrouille commence  le 16 septembre 1940, en quittant Lorient sous les ordres du Leutnant zur See Adalbert Schnee. Il rejoint Bergen dix-sept jours plus tard le 2 octobre 1940, repartant le 5 octobre 1940 pour le port de Kiel qu'il atteint quatre jours plus tard le 8 octobre 1940
Il quitte le service actif le 19 novembre 1941 et rejoint la 21. Unterseebootsflottille à Pillau pour servir à l'entraînement des équipages jusqu'en février 1945.
Il est désarmé le 28 février 1945 à Wilhelmshaven.
Le 5 mai 1945, exécutant les ordres de l'amiral Karl Dönitz donnés pour l'Opération Regenbogen, l'U-60 est sabordé à Wilhelmshaven, dans l'entrée est du port, à la position géographique de 53° 31′ N, 8° 10′ E. Après guerre, il est démoli.

## Affectations
- Unterseebootsflottille "Emsmann" à Kiel du 22 juillet au 1er octobre 1939 (entrainement)
- 5. Unterseebootsflottille à Kiel du 1er octobre au 31 décembre 1939 (service active)
- 1. Unterseebootsflottille à Kiel du 1er janvier au 18 novembre 1940 (service active)
- 21. Unterseebootsflottille à Pillau du 19 novembre 1940 au 1er mars 1945 (navire-école)

## Commandements
- Kapitänleutnant Georg Schewe du 22 juillet 1939 au 19 juillet 1940
- Oberleutnant zur See Adalbert Schnee du 19 juillet au 5 novembre 1940
- Georg Wallas du 6 novembre 1940 au 30 septembre 1941
- Kurt Pressel du 1er octobre 1941 à mai 1942
- Oberleutnant zur See Hans-Dieter Mohs de mai au 6 décembre 1942
- Leutnant zur See Otto Hübschen de septembre au décembre 1942 (par intérim)
- Oberleutnant zur See Ludo Kregelin du 7 décembre 1942 au 15 février 1944
- Oberleutnant zur See Herbert Giesewetter du 16 février 1944 au 28 février 1945

Nota: Les noms de commandants sans indication de grade signifie que leur grade n'est pas connu avec certitude à notre époque à la date de la prise de commandement.

## Patrouilles
|       | Commandant            | Départ            | Départ         | Arrivée          | Arrivée       | Jours     | Succès   |
| ----- | --------------------- | ----------------- | -------------- | ---------------- | ------------- | --------- | -------- |
| 1     | Kptlt. Georg Schewe   | 4 novembre 1939   | Kiel           | 21 novembre 1939 | Kiel          | 18 jours  |          |
|       | Kptlt. Georg Schewe   | 4 décembre 1939   | Kiel           | 4 décembre 1939  | Wilhelmshaven | 1 jour    |          |
| 2     | Kptlt. Georg Schewe   | 12 décembre 1939  | Wilhelmshaven  | 19 décembre 1939 | Kiel          | 8 jours   | 4 373    |
| 3     | Kptlt. Georg Schewe   | 9 janvier 1940    | Kiel           | 21 janvier 1940  | Wilhelmshaven | 13 jours  |          |
| 4     | Kptlt. Georg Schewe   | 14 février 1940   | Wilhelmshaven  | 29 février 1940  | Wilhelmshaven | 16 jours  |          |
| 5     | Kptlt. Georg Schewe   | 4 avril 1940      | Wilhelmshaven] | 27 avril 1940    | Kiel          | 24 jours  |          |
| 6     | Kptlt. Georg Schewe   | 18 mai 1940       | Kiel           | 11 juin 1940     | Kiel          | 25 jours  |          |
| 7     | Oblt. Adalbert Schnee | 30 juillet 1940   | Kiel           | 18 août 1940     | Lorient       | 20 jours  | 1 787    |
| 8     | Oblt. Adalbert Schnee | 21 août 1940      | Lorient        | 6 septembre 1940 | Lorient       | 17 jours  | 16 835   |
| 9     | Oblt. Adalbert Schnee | 16 septembre 1940 | Lorient        | 2 octobre 1940   | Bergen        | 17 jours  |          |
|       | Oblt. Adalbert Schnee | 5 octobre 1940    | Bergen         | 8 octobre 1940   | Kiel          | 4 jours   |          |
| Total | Total                 | Total             | Total          | Total            | Total         | 158 jours | 22 995 t |

Note : Oblt. = Oberleutnant zur See - Kptlt. = Kapitänleutnant

Nota: Les noms de commandants sans indication de grade signifie que leur grade n'est pas connu avec certitude à notre époque à la date de la prise de commandement

## Navires coulés
L'Unterseeboot 60 a coulé 3 navires marchands pour un total de 7 561 tonneaux et a endommagé 1 navire marchand de 15 434 tonneaux au cours des 9 patrouilles (159 jours en mer) qu'il effectua.
| Date             | Nom          | Nationalité     | Tonnage (GRT) | Fait         |
| ---------------- | ------------ | --------------- | ------------- | ------------ |
| 19 décembre 1939 | City of Kobe | Grande-Bretagne | 4 373         | Coulé (Mine) |
| 13 août 1940     | Nils Gorthon | Suède           | 1 787         | Coulé        |
| 31 août 1940     | Volendam     | Pays-Bas        | 15 434        | Endommagé    |
| 3 septembre 1940 | Ulva         | Grande-Bretagne | 1 401         | Coulé        |

### Sources
- (en) Cet article est partiellement ou en totalité issu de l’article de Wikipédia en anglais intitulé « German submarine U-60 (1939) » (voir la liste des auteurs).